# Biblia brzeska
Biblia brzeska (nazwa pochodzi od miejsca wydania; inne nazwy: Biblia Radziwiłłowska – od nazwiska fundatora i Biblia pińczowska – od miejsca dokonania tłumaczenia) – drugi (po katolickiej Biblii Leopolity z 1561) wydany drukiem przekład całości Pisma Świętego na język polski, przetłumaczony przez polskich protestantów w Pińczowie w latach 1559–1563, a wydany w 1563 w Brześciu Litewskim. Do czasów współczesnych zachowało się kilkadziesiąt egzemplarzy książki.

## Charakterystyka
Biblię brzeską – zgodnie z deklaracjami wydawców – uważa się powszechnie za pierwszy polski przekład całej Biblii z języków oryginalnych: hebrajskiego i greckiego. Nie wszyscy się jednak z tym zgadzają i wskazuje się na różne źródła tłumaczenia. W samym tytule Biblii brzeskiej oprócz języków oryginalnych wymieniono też łacinę. Już w pierwszych latach po jej wydaniu zarzucano (robił to m.in. Szymon Budny), że Biblia brzeska jest w rzeczywistości tłumaczeniem albo z łacińskiej Wulgaty, albo z innych przekładów łacińskich, na przykład łacińskiej Biblii Roberta Estienne’a (Stefanusa) (1557) i Nowego Testamentu Teodora Bezy (1556). Wskazuje się też liczne zapożyczenia z francuskich przekładów Pierre’a Olivétana (1546), Jacques’a Lefèvre’a d’Étaples’a (1530) lub francuskiej Biblii Roberta Estienne’a (1553). Księgę Rut przetłumaczono z łacińskiego przekładu Santesa Pagnino z 1527 (Veteris et Novi Testamenti nova translatio). Zatem językami oryginalnymi się tylko posiłkowano.
Sporne jest również przypisanie przekładu Biblii brzeskiej jednemu wyznaniu. Choć zazwyczaj wiąże się je z kalwińskim Kościołem Reformowanym, to w rzeczywistości jego tłumaczenie przypadło na okres, gdy w obrębie polskiego ruchu reformacyjnego właśnie dokonywał się podział na Zbór Większy (kalwinizm) i Zbór Mniejszy (bracia polscy przezwani „arianami”). Początkowo w skład zespołu tłumaczy wchodzili ważni zwolennicy unitarianizmu (np. Grzegorz Orszak, Franciszek Stankar), poglądy unitariańskie pozostawiły ślad w niektórych miejscach tłumaczenia, choć ostateczny szlif nadali zwolennicy kalwinizmu po usunięciu z zespołu braci polskich. Poza tym, w momencie gdy drukowano Biblię w Brześciu, jej główny fundator Mikołaj Radziwiłł Czarny był już wtedy zwolennikiem unitarianizmu, a Biblia miała służyć zarówno zborom kalwińskim, jak i braciom polskim. Starsze opracowania omawiające polskie przekłady zaliczają Biblię brzeską do tłumaczeń unitariańskich, nowsze najczęściej do kalwińskich. Jednak w rzeczywistości do jej powstania przyczyniły się obie grupy.
W 1603 Biblia brzeska wraz z Biblią nieświeską znalazła się na pierwszym polskim indeksie ksiąg zakazanych opracowanym z inicjatywy kardynała Bernarda Maciejowskiego.

## Opis
Na zdobionej stronie tytułowej znajduje się tytuł:

Biblia święta, tho iest, Księgi Starego y Nowego Zakonu, właśnie z Żydowskiego Greckiego y Łacińskiego, nowo na Polski ięzyk, z pilnością y wiernie wyłożone.

Księga ma wymiary 255 na 401 mm, zawiera starannie wykonane drzeworyty na stronie tytułowej i w części starotestamentowej. Tekst jest drukowany dużymi gotyckimi czcionkami, a przypisy i objaśnienia (na brzegach i na dole stron) – drobniejszą czcionką.
Rozpoczyna się dedykacją dla króla Zygmunta II Augusta, która zawiera pochwałę studiowania Biblii, informacje o przekładzie, streszczenie, spis treści oraz tablicę wskazującą, jak czytać Biblię przez cały rok. Jako pierwszy polski przekład podaje numerację wersetów.
Przekład jest staranny i precyzyjny, wierny oryginałowi (zastosowano nowatorską metodę oddawania sensu zdań, a nie tłumaczenia „słowo w słowo”). Napisana jest XVI-wieczną polszczyzną o wysokim poziomie artystycznym i literackim. Język jej jest zwięzły, potoczysty i bogaty literacko.

## Historia
Zgodnie z podstawową zasadą Reformacji, Biblia miała być czytana w języku ojczystym. Z tego powodu w połowie XVI wieku również polscy protestanci dostrzegli potrzebę posiadania własnego dokładnego tłumaczenia Biblii. Pionierski Nowy Testament Murzynowskiego wydany w 1553 przez Jana Seklucjana w Królewcu był niewystarczający, a w języku polskim nie było jeszcze wydrukowanego pełnego przekładu Biblii.
Na cztery lata przed wydaniem katolickiej Biblli Leopolity problemem pełnego polskiego przekładu zajął się w 1557 ewangelicki synod małopolski we Włodzisławiu, gdzie powołano w tym celu specjalną komisję. Na synodzie w Pińczowie – głównym ośrodku Reformacji polskiej, w 1559 wyznaczono zespół tłumaczy, w którego skład weszli: rektor szkoły pińczowskiej i inicjator przekładu Grzegorz Orszak, Pierre Statorius z Thionville i Jean Thenaudus z Bourges we Francji. W 1560 dołączyli do nich: Jan Łaski, Jerzy Szoman, pastor-poeta Jakub Lubelczyk, Szymon Zacjusz, Andrzej Trzecieski, Marcin Krowicki, Grzegorz Pawełtach, Franciszek Stankar i inni.
Od 1557 fundusze na przekład wśród kalwinistów zbierał Stanisław Szafraniec. Prace nad przekładem od maja 1560 finansował książę Mikołaj Radziwiłł Czarny (koszt wyniósł około 3000 czerwonych złotych), a patronował im właściciel Pińczowa – Mikołaj Oleśnicki.
W czasie, gdy prowadzono prace nad tłumaczeniem, w łonie polskiego Zboru (Kościoła) Reformowanego wystąpił spór, dotyczący nauki o Trójcy Świętej. Zaowocowało to zmianami w zespole tłumaczy i sporami nad tłumaczeniem niektórych fragmentów. Zespół opuścił unitarianin Franciszek Stankar oraz sympatyzujący z nim Grzegorz Orszak. Większość rozwiązań rozstrzygnięto na podstawie innych protestanckich przekładów europejskich, przede wszystkim francuskiej Biblii Olivétana (stąd udział w tłumaczeniu Thenaudusa).
Jeszcze przed powstaniem zespołu tłumaczy Grzegorz Orszak, posiadający dobrą znajomość hebrajskiego i greki, sam przetłumaczył na polski część Starego Testamentu. W 1560 ukończono przekład Pięcioksięgu, a po następnych trzech latach prace zakończono. Cała Biblia ukazała się 4 września 1563 w Brześciu Litewskim, wydana drukiem przez Cypriana Bazylika w drukarni należącej do Mikołaja Radziwiłła Czarnego, w nakładzie około 500 egzemplarzy.
Stała się podstawowym dziełem w zborach ewangelickich na terenie Wielkiego Księstwa i Korony (było wówczas 720 zborów, z tego 251 reformowanych i 64 braci czeskich).
Nie wydano jej ponownie w całości; częściowe wznowienia wydano w 1564 w Brześciu (Psałterz), 1580 i 1593 w Wilnie (Nowy Testament) oraz 1585 w Toruniu (Ewangelie i Dzieje Apostolskie).
Krótko po wydaniu zaczęto dostrzegać niedoskonałości i błędy w tłumaczeniu Biblii brzeskiej. Wynikało to z szybkiego rozwoju biblistyki oraz ówczesnych intensywnych dyskusji w obrębie obozu Reformacji. Jednym z głównych krytyków stał się późniejszy wybitny hebraista, członek wspólnoty braci polskich Szymon Budny, który nie brał udziału w tłumaczeniach w Pińczowie. Poza tym Biblia brzeska była stosunkowo droga i miała nieporęczny format bardziej nadający się do czytania podczas nabożeństwa niż zabierania jej na dyskusje podczas licznych synodów. Z tego względu zarówno przywódcy kalwińscy, jak i braci polskich rozpoczęli przygotowania do drugiego, poprawionego wydania. Prace nad poprawieniem powierzono Szymonowi Budnemu. Ten jednak po przyjrzeniu się Biblii brzeskiej uznał, że nie jest to przekład z oryginału i że lepiej będzie dokonać nowego dosłownego tłumaczenia. Dokonał tego sam w Nieświeżu, a efektem była wydana w 1572 Biblia nieświeska, którą posługiwali się przede wszystkim bracia polscy. Pozostali protestanci (głównie kalwini) nadal używali Biblii brzeskiej, aż do czasu, gdy w 1632 wydano poręczniejszą Biblię gdańską, która w dużej mierze opierała się na tekście Biblii brzeskiej opracowanej od nowa przez Daniela Mikołajewskiego.

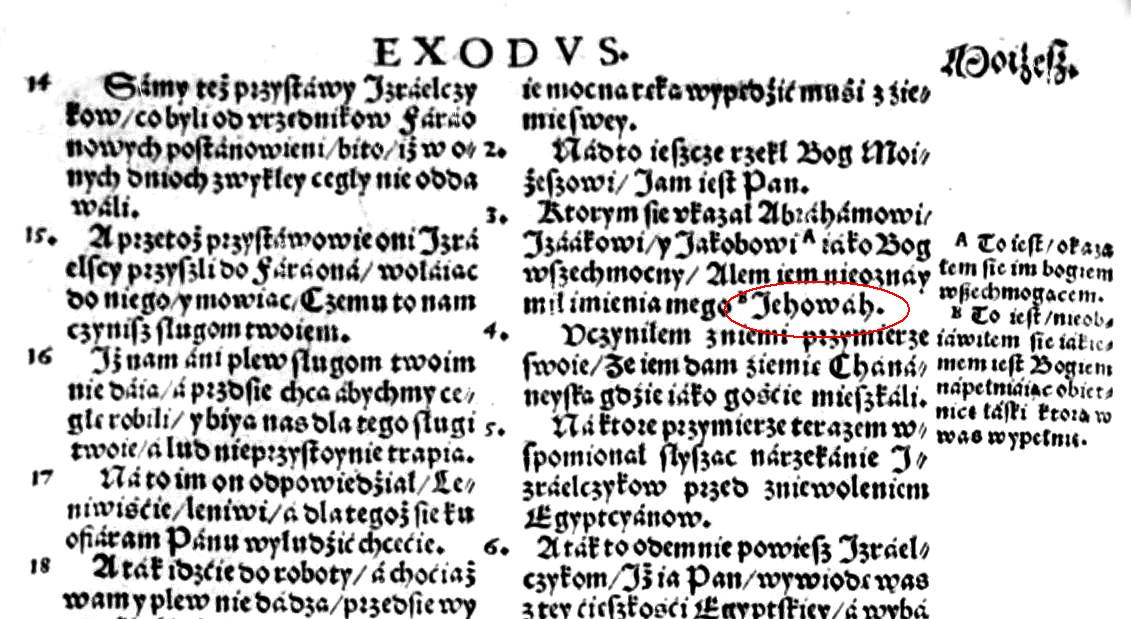
Imię „Jehowáh” w Exodus 6:3 w Biblii brzeskiej

Choć w drugiej połowie XVI wieku Biblia brzeska cieszyła się dużą popularnością i miała możnych wydawców, nie wywarła tak dużego wpływu na społeczeństwo i język polski, jak jej angielskie czy niemieckie odpowiedniki. Miała na to wpływ kontrreformacja. Syn fundatora Biblii brzeskiej, konwertowany przez jezuitów na katolicyzm Mikołaj Krzysztof Radziwiłł, jako pokutę za „grzechy ojca-heretyka” postanowił wykupić i zniszczyć wszystkie egzemplarze Biblii brzeskiej. Mimo iż wydał na ten cel ogromną sumę 5000 dukatów (czerwonych złotych), nie udało mu się zniszczyć wszystkich egzemplarzy. Tę większość biblii, które wykupił uroczyście spalił na rynku w Wilnie. Pozostałe egzemplarze zostały zniszczone w okresie kontrreformacji; ocalało zaledwie 20 do 40 sztuk.
W 1926 jeden egzemplarz przekazano do zbiorów Muzeum Narodowego w Warszawie; inne (uszkodzone w różnym stopniu) znajdują się obecnie w muzeach lub bibliotekach uniwersyteckich (Archiwum Główne Akt Dawnych, Bibliotece Kórnickiej, Muzeum Ziemi Wieluńskiej (Dział Historii), Muzeum Podlaskie w Białymstoku (Biblioteka), Biblioteka Uniwersytetu Zielonogórskiego, Uniwersytet w Poznaniu, Ossolineum we Wrocławiu), Wojewódzka i Miejska Biblioteka Publiczna w Rzeszowie, Muzeum im. ks. Józefa Jarzębowskiego w Licheniu Starym oraz w zbiorach kościelnych i prywatnych. 
W 2001 ukazał się reprint Biblii brzeskiej w niemieckiej serii Biblia Slavica. W 2003 Kalwin Publishing wydał uwspółcześnioną transkrypcję Biblii brzeskiej. Przed publikacją całości, w 2000, w Wydawnictwie Duch Czasów opublikowano Brzeski Nowy Testament.

## Znaczenie
Na temat Biblii brzeskiej pisano dużo i często w kontrowersyjny sposób, jednak niemal wszyscy zgadzali się w jednej sprawie – przekład cechuje piękno języka. W przeciwieństwie do innych przekładów unika wyrażeń i zwrotów idiomatycznych oraz konstrukcji składniowo-stylistycznych, obcych dla języka polskiego. Aleksander Brückner chwalił przekład za poprawność języka i zrozumiałą treść. Ocenił też, że przekład ten odegrał wielki wpływ na język polski oraz kulturę w Polsce i Europie. Biblia brzeska jest dowodem na to jaką pozycję zajmowała Polska w XVI wieku w Europie.

## Upamiętnienie
15 grudnia 2017 w Brześciu skrzyżowaniu ulic Kirowa i Puszkińskiej odsłonięto pomnik Biblii brzeskiej. Spośród 10 projektów wybrano koncepcję mińskiego artysty Antona Niczyparuka.